# Кросс-степ вальс
Кросс-степ вальс (первоначально французский вальс-бостон) — это социальный парный танец, исполняемый под музыку медленного вальса (от 110 до 120 ударов в минуту), преимущественно в закрытой позиции,. Он характеризуется первым «скрестным шагом», где на первый счёт такта партнер делает шаг вперед правой ногой перед левой, а партнерша в то же время шагает левой ногой перед правой. В кросс-степ вальсе пара может перемещаться и вращаться, как в традиционном вальсе, но при этом динамика скрестного шага позволяет большее количество вариаций и фигур. Музыкальный размер — 3/4о файле.

## История
Кросс-степ вальс появился в начале XX века. В 1914 году Фрэнком Х. Норманом был написан вальс «Cross Walk Boston», предвещавший появление кросс-степ вальса. В «Cross Walk Boston» партнер шагал левой ногой направо, затем делал шаг правой ногой и приставлял левую ногу к правой. Потом то же самое повторялось с правой ноги. Нет никаких указаний на то, что именно из шага Нормана сформировался современный кросс-степ вальс, но этот шаг — ранний пример скрестного шага в вальсе.
Скрестные шаги в целом появились между 1910 и 1920-ми годами в американском уанстепе (Snake Dip), аргентинском танго (Cruzada, Ocho) и, особенно, в фокстроте (Cross Step). В марте 1920 года в выпуске лондонского журнала «Dancing Times» сообщалось, что в фокстроте «скрещивание ног популярно и эффективно». Фокстроты исполнялись в музыкальном размере 4/4о файле, но некоторые руководства для танцев, такие как «How and What Dance» Джеффри Д’Эгвилля 1919 г., предложили ввести скрестный шаг в вальс, что, по сути, превратило этот шаг фокстрота в кросс-степ вальс. В версии фокстрота Д’Эгвиля, как и в «Cross Walk Boston» Нормана, партнер шагает левой ногой направо в первый счёт такта. Однако в том же году Адель Колльер, также из Лондона, описала аналогичную фигуру фокстрота «Cross Step», начинающуюся с правой ноги партнера.
Из всех ранних танцев со скрестным шагом версия Колльер является наиболее вероятной отправной точной для французского вальса-бостона и сегодняшнего кросс-степ вальса.
После Первой мировой войны американцы привозят в Париж свои вариации шагов фокстрота и блюза, где парижские учителя танцев изучают и записывают их. Первые описания появились в парижских танцевальных и музыкальных журналах (таких как «La Baionnette» и «Musica-Album») в 1919 году, затем в руководствах по танцам, начиная с 1920 года (например в «Toutes Les Danses Pour Tous» и «Les 15 Danses Modernes»). Примечательно, что в большинстве этих французских описаний танцевальные шаги начинались с правой ноги.
Примерно в 1930 году темпы вальса замедлились до темпа ходьбы, около 110—120 ударов в минуту, что позволило французскому фокстроту со скрестным шагом стать формой вальса под названием вальс-бостон, которая была идентична сегодняшнему кросс-степ вальсу. В то же время бальные танцоры в Англии и Соединенных Штатах разработали свои собственные медленные вариации вальса, начинавшиеся с левой ноги партнера. Это дало скрестному шагу («Twinkle» в американском медленном вальсе) другую музыкальную динамику и отодвинуло его от французского вальса-бостона, который начинался с правой ноги партнера.
Кросс-степ вальс был продемонстрирован в 1944 году в американском линди-хоп фильме «Groovie Movie», где партнер начинал двигаться с правой ноги скрестным шагом.
Французский вальс-бостон частично исчез, хотя его все еще можно увидеть сегодня на юге Франции, а иногда и в Париже. Он был возрожден в Соединенных Штатах примерно в 1994 году. Там вальс-бостон превратился в социальный танец с сотнями вариаций и был переименован в кросс-степ вальс. Кросс-степ вальс набирает популярность в XXI веке, сейчас его изучают более чем в тридцати коллективах, танцующих вальс в Соединенных Штатах. В Пекине танец широко распространен на опен-эйрах. Также кросс-степ вальс становится популярен в России.